# توماس دانیلویچیوس
توماس دانیلویچیوس (لیتوانیایی: Tomas Danilevičius؛ زادهٔ ۱۸ ژوئیهٔ ۱۹۷۸) بازیکن سابق اهل لیتوانی است. وی از سال ۲۰۱۷ تا ۲۰۲۳ رئیس فدراسیون فوتبال لیتوانی بوده‌است.
از باشگاه‌هایی که در آن بازی کرده‌است می‌توان به باشگاه فوتبال آولینو، باشگاه فوتبال لوزان-اسپورت، باشگاه فوتبال آرسنال، باشگاه ورزشی رویال بووران، باشگاه فوتبال پارما، باشگاه فوتبال لاتینا، باشگاه فوتبال لیورنو، باشگاه فوتبال کلوب بروژ، باشگاه فوتبال دینامو مسکو، باشگاه فوتبال بولونیا، باشگاه فوتبال دانفرملین اتلتیک، باشگاه فوتبال گوریتسا، باشگاه فوتبال یووه استابیا، و باشگاه فوتبال آتلانتاس اشاره کرد.